# حوار الكلاب (رواية)
حوار الكلاب (بالإسبانية: El coloquio de los perros)‏ هي إحدى روايات النموذجية للكاتب والروائي ميغيل دي ثيربانتس.

## الكاتب

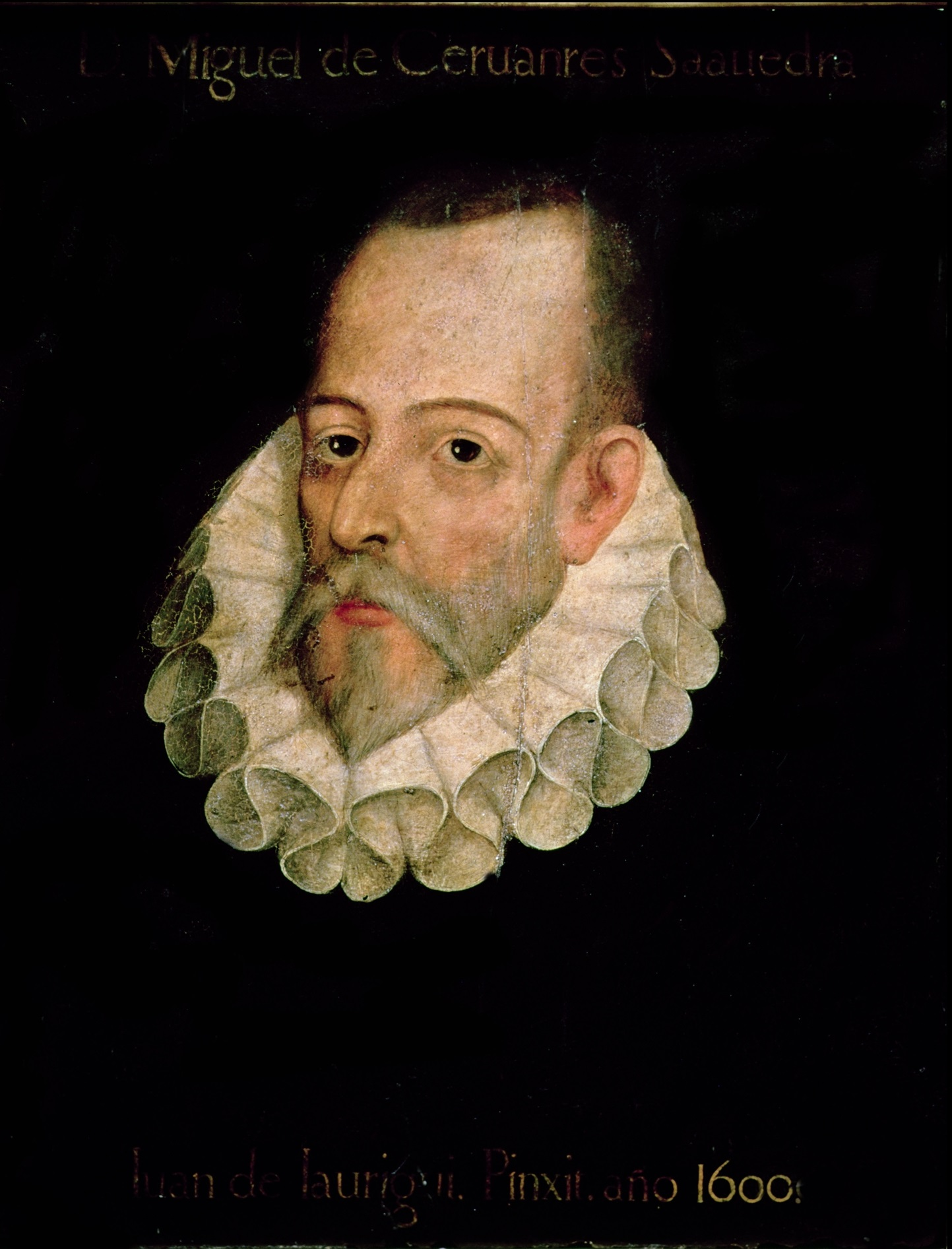
ميجيل دى ثربانتس

ميغيل دي ثيربانتس سافيدراا (بالإسبانية: Miguel de Cervantes Saavedra)  كاتب مسرحي وروائي، شاعر إسباني ولد في ألكالا دي إيناريس، مدريد، إسبانيا في 29 سبتمبر 1547. وتعد رواية دون كيخوطي دي لا مانتشا (1605 - 1615 م) التي صدرت عام من أشهر أعماله. وقد تركت حياة ثيرفانتس الحافلة بالأحداث أثرا بليغاً في أعماقه، ويظهر ذلك في روح السخرية والدعابة التي تميز أعماله. ويُعتبر من بين أشهر الشخصيات الإسبانية في العالم، ولذلك فقد قامت إسبانيا بتكريمه واضعة صورته على قطعة الـ50 سنتاً الجديدة. وبالمثل فإن جائزة ثيربانتس التي تحمل اسمه تعد بمثابة تكريما له على عمله دون كيخوطي والذي يعد من أعظم الأعمال التي صدرت باللغة الإسبانية. وتوفي في مدريد، إسبانيا في 22 أبريل 1616.
حوار الكلاب هو الاسم الأكثر شهرة والذي عرفت به الرواية،، بالرغم من أن اسمها الحقيقي هو "رواية أو الحوار بين ثيبيون وبرجانثا. ثيبيون وبرجانثا هما كلبين من مستشفي البعث والتي تقع في مدينة بلد الوليد، خارج ميناء ديل كامبو، والتي عادة ما يسمونها "كلاب ماوديس"
ما يثير الجدل هو اعتبار تلك الفقرة أو القطعة كرواية مستقلة داخل الروايات النموذجية، حيث أن «الحوار» ما هو إلا نص لحديث إحدى الشخصيات بداخل رواية الزواج المخادع ، لذلك فان كلتا الروايتان يشكلنا وحدة واحدة.

## روايات نموذجية

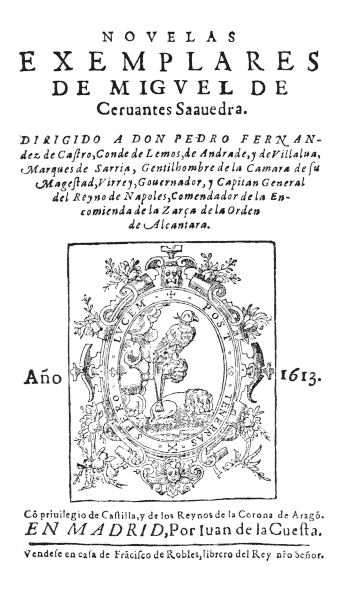
روايات نموذجية

هي سلسلة من الروايات القصيرة والتي كتبها ميغيل دي ثربانتس بين عامي 1590 و1612.ولقد نشرها خوان دي لا كويستا عام 1613 في مدريد.وكانت في البداية تسمي روايات نموذجية للترفيه الأكثر صدقاً.وتتكون من اثني عشر قصة قصيرة وتسير علي نهج النموذج المتبع في إيطاليا.وسميت بالنموذجية لانها أول نموذج للروايات باللغة القشتالية (الإسبانية) يتبع
طابع تعليمي وأخلاقي.
تم تقسيمها الي مجموعتين: تلك التي لها طابع مثالي أو نموذجي وأخرى لها طابع الواقعية.ويتميز الطابع المثالي بأنه الاقرب للتاثير الإيطالي والذي يناقش مواضيع تتعلق بشئون الحب مع وفرة من الأحداث.أما التي تتبع الطابع الواقعي فهي تصف البيئة وتتناول شخصيات واقعية وغالباً تكون بقصد النقد.
من الروايات التي لها طابع مثالي أو نموذجي:
رواية العاشق المتحرر
رواية الإسبانية الإنجليزية
رواية قوة الدم

## الموضوع الأساسي
يندد بيرجانثا (كلب يشارك صديقة ثيبيون في بطولة الرواية) أثناء سردة لسيرتة الذاتية بالفساد الاجتماعي، وخطابات فلسفية ساخرة من كلا الكلبين تجاة التقاليد الاجتماعية والشر
الموجود بالعالم.

## حبكة الرواية
تتناول هذه الرواية حوار بين كلبين: ثيبيون وبيرجانثا الذين يقومون بحراسة مستشفى البعث في «بلد الوليد»، المكان الذي نجد فيه حاليا «بيت مانتيلا».
فأستغلوا هذه الفرصة وقاموا بالتحدث في عدة مواضيع. مثلا كيف ينظر الناس إلى الكلاب، وكيف يرموزون للصداقة والوفاء.
ثم انتقلوا إلى موضوع آخر، يروى بيرجانثا لثيبيون أنه سمع من طلاب في طريقهم إلى ألكالا دى إينارس أن 2000 من5000 طالب تناولوا دواء وذلك لزيادة أعداد المرضى أو سيموتون جوعا.
وقد قرر بيرجانثا أن يحكى لثيبيون عن تجاربة السابقة مع أسياد أخرييين وذلك في سبييا، مونتيلا في قرطبة، غرناطة، وصولا إلى بلد الوليد.
قصة بيرجانثا تظهر فيها المبادئ الأساسية لرواية الصعاليك «بداية الرحلة، بداية الخدمة عند العديد من الأسياد، إلخ». من خلال التناقضات في التعليقات «اللكونتر بوينت» للكلب ثيبون، شكك ثرفانتس في بعض المسلمات والتقنيات في رواية الصعاليك، حيث ينعكس ذلك على العلاقة بين الأدب والاحتمالية والواقع.

## الشخصيات الأساسية
سيبيون: هو إحدى الكلبين الموجودين بالرواية، هو سيد النقاش، بحيث أن أراءه تساعد على سير الحوار بطريقة مناسبة. لا يتحدث كثيرا عن حياته.
بيرجانثا: هو الكلب الآخر، حيث يحكى عن حياته لثيبيون.
ولد في إشبيلية، ربما في المجزر (المسلخ أو المذبح)، حيث تملكه أول سيد له وهو الجزار نيكولاس الرومو.
هرب من قسوته وعاش أو أقام مع مجموعة من الرعاة.
ويحكى عن انتقاله من سيد لاخر وصولا إلى مستشفي البعث في بلد الوليد

## اقرأ أيضا
- دون كيخوطي
- العاشق المتحرر
- قوة الدم
- الغيور الإكستـريمادوري
- الغجرية
- الإسبانية الإنجليزية
- أعمال بيرسيليس وسيخيسموندا
- لا جالاتيا
- العذراوات الاثنان

## وصلات خارجية
Wikisource contiene obras originales de o sobre El coloquio de los perros.